# Клятва (фильм, 1946)
«Клятва» — советский художественный фильм режиссёра Михаила Чиаурели. Яркий представитель советской сталинианы.

## Сюжет
Суровой зимой, под новый 1924 год большевик Степан Петров с дочкой Ольгой пробирается по степям под Царицыном. Путников настигает кулацкая банда, и Степан погибает. Перед смертью он завещает жене Варваре передать В. И. Ленину письмо о зверствах кулаков. Варвара и Ольга идут пешком в Москву, откуда их направляют с другими ходоками в Горки. Интернациональная группа (украинец Баклан, грузин Георгий, узбек Юсуп) добирается до Горок, где они узнают о смерти Ленина и сильно горюют. Некоторые члены правительства (Бухарин и Каменев) уже готовятся пересматривать все ленинские планы, но большинство (Дзержинский, Микоян, Ворошилов) сплачивается вокруг Сталина, который поднимается на трибуну на Красной площади и произносит клятву с честью выполнить все заветы Ленина, после чего Варвара Петрова отдаёт ему письмо.
Когда Сергей Петров на первом советском тракторе приезжает на Красную площадь, вокруг него разворачивается дискуссия об индустриализации, в ходе которой Сталин даёт отпор Бухарину и призывает выполнить ленинский завет про «сто тысяч тракторов».
Затем старший сын — Александр Петров возглавляет великую стройку на Волге — Сталинградский тракторный. Враги-вредители устраивают поджог, в ходе которого погибает Ольга Петрова.
Когда начинается Великая Отечественная война, Варвара Михайловна посылает своих детей защищать Родину. Младший приносит присягу на знаменитом Ноябрьском параде войск в Москве, старший уходит с колонной танков прямо со Сталинградского завода на пригородный фронт и погибает. После войны под сводами Георгиевского зала в Кремле произойдёт вторая встреча Петровой и Сталина, который поблагодарит её от имени Родины.

## В ролях
- Михаил Геловани — Сталин
- Алексей Грибов — Ворошилов
- Николай Коновалов — Калинин
- Роман Юрьев — Андрей Жданов
- Николай Рыжов — Каганович
- Г. Мушегян — Анастас Микоян
- Виктор Миронов — Молотов
- Александр Хвыля — Будённый
- Фёдор Блажевич — Жуков
- Георгий Бельникевич — Киров
- Софья Гиацинтова — Варвара Михайловна Петрова
- Николай Боголюбов — Александр Петров / Степан Петров
- Дмитрий Павлов — Сергей Петров
- Светлана Боголюбова — Ольга Петрова
- Николай Плотников — Иван Ермилов
- Тамара Макарова — Ксения
- Владимир Соловьёв — Семён Рузаев
- Сергей Блинников — Баклан
- Георгий Сагарадзе — Георгий
- Павел Исматов — Юсуп Тургунбаев
- Владимир Балашов — Анатолий Липский
- Илья Набатов — Жорж Бонне
- Николай Чаплыгин — Джонсон, британский журналист
- Максим Штраух — Роджерс, американский журналист
- Владимир Марута — Кайзер
- Владимир Гайдаров — Фридрих Паулюс (в титрах не указан)
- Василий Меркурьев — генерал Воронов (в титрах не указан)
- Эммануил Апхаидзе — Папанин (в титрах не указан)
- Николай Горлов — немецкий офицер (в титрах не указан)
- Аркадий Цинман — сотрудник советского посольства в Париже (нет в титрах)
- Евгений Григорьев — рабочий

## Награды
- 1946 — Международный Венецианский кинофестиваль — специальное упоминание международного жюри критиков.
- 1947 — Сталинская премия I степени.